# Taijirō Mori
Taijirō Mori (japanisch 森 泰次郎 Mori Taijirō; * 8. Dezember 1991 in der Präfektur Toyama) ist ein japanischer Fußballspieler.

## Karriere
Mori erlernte das Fußballspielen in der Schulmannschaft der Toyama Daiichi High School. Seinen ersten Vertrag unterschrieb er 2010 bei Kataller Toyama. Der Verein spielte in der zweithöchsten Liga des Landes, der J2 League. Für den Verein absolvierte er 56 Ligaspiele. 2014 wurde er an den Drittligisten Sagawa Printing ausgeliehen. Im September 2014 kehrte er zu Kataller Toyama zurück. Am Ende der Saison 2014 stieg der Verein in die J3 League ab. Für den Verein absolvierte er 26 Ligaspiele. Danach spielte er bei Stuttgarter Kickers II, 1. FC Sonthofen und FC Ismaning. 2020 wechselte er zu Toyama Shinjo Club.